# Metaxymorpha
Metaxymorpha es un género de escarabajos de la familia Buprestidae.

## Especies
- Metaxymorpha alexanderiensis Nylander, 2008
- Metaxymorpha apicalis (van de Poll, 1886)
- Metaxymorpha apicerubra Thery, 1923
- Metaxymorpha dohertyi Thery, 1923
- Metaxymorpha gloriosa Blackburn, 1894
- Metaxymorpha grayii (Parry, 1848)
- Metaxymorpha hanloni Nylander, 2008
- Metaxymorpha hauseri Thery, 1926
- Metaxymorpha hilleri Nylander, 2004
- Metaxymorpha hudsoni Nylander, 2001
- Metaxymorpha imitator Neef de Sainval, 1994
- Metaxymorpha landeri Nylander, 2001
- Metaxymorpha mariettae Nylander, 2004
- Metaxymorpha meeki Thery, 1923
- Metaxymorpha nigrofasciata Nylander, 2001
- Metaxymorpha nigrosuturalis Neef de Sainval & Lander, 1993
- Metaxymorpha pledgeri Nylander, 2001
- Metaxymorpha sternalis Hoscheck, 1931